# Titel
Titel (v srbské cyrilici Тител) je město v srbské Vojvodině, na soutoku řek Dunaj a Tisa. Je to nejjižnější město v regionu Bačka. Žije zde 5 247 obyvatel; většina obyvatel je srbské národnosti, žije zde maďarská menšina.
Titel patří k velmi starým srbským sídlům; oblast okolí města byla osídlena již v prehistorických dobách. Název města je doložen z dokumentů uherských králů z let 1077 a 1095. V Titelu vznikla v 12. století pevnost[zdroj⁠?!], kterou nechal postavit král Lászlo I[zdroj⁠?!]. Po obsazení Turky byl sídlem Segedínského sandžaku, poté, co se Osmané stáhli za řeky Dunaj a Sávu byl začleněn do tzv. Vojenské hranice.
Od roku 1899 má město železniční spojení.

## Osobnosti
Mileva Marićová (1875–1948), matematička, fyzička a první manželka Alberta Einsteina